# Kirghizistan aux Jeux olympiques d'hiver de 2006
Cet article contient des informations sur la participation et les résultats du Kirghizistan aux Jeux olympiques d'hiver de 2006, qui ont eu lieu à Turin en Italie. Il était représenté par un athlète.

## Médailles
|              | Médaille d'or | Médaille d'argent | Médaille de bronze | Total |
| ------------ | ------------- | ----------------- | ------------------ | ----- |
| Kirghizistan | 0             | 0                 | 0                  | 0     |

## Épreuves

### Ski alpin
- Ivan Borisov